# Georgische Staatsangehörigkeit

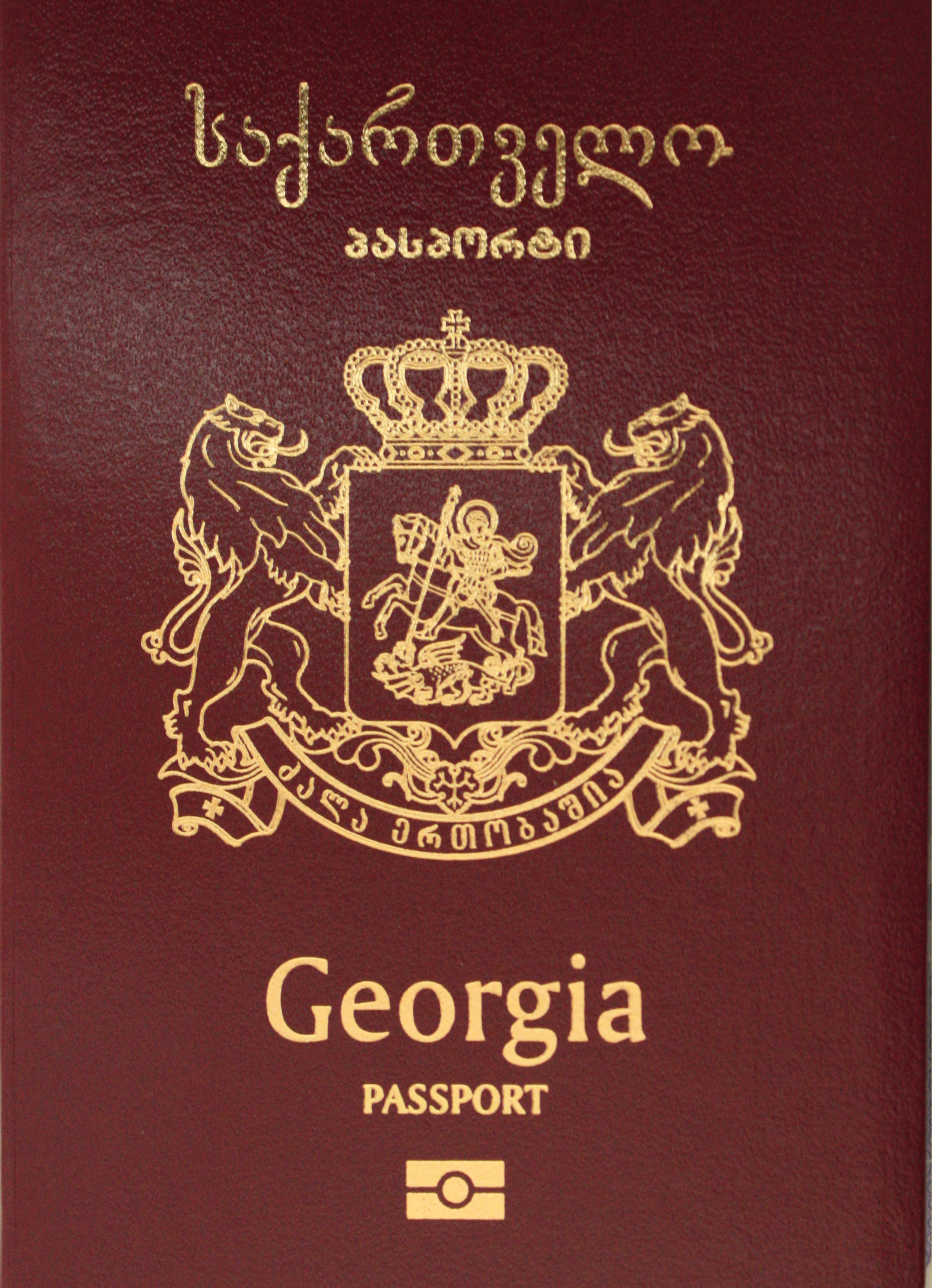
Der Besitz eines georgischen Reisepasses weist zugleich die Staatsbürgerschaft des Inhabers nach.

Die georgische Staatsangehörigkeit bestimmt die Zugehörigkeit einer Person zum bei Zerfall der Sowjetunion entstandenen Staatsverband von Georgien im Südkaukasus mit den zugehörigen Rechten und Pflichten. Die Staatsangehörigkeit  folgt mit einigen Ausnahmen für Staatenlose dem Abstammungsprinzip.

## Historisches
Zwischen 1783 und 1864 erwarb das Zarenreich immer weitere Gebiete Georgiens und im Kaukasus. Dessen Einwohner wurden Untertanen des Zaren. Die Vorschriften über Ausländer und den Erwerb der russischen Untertanenschaft waren im Band IX, Buch I, Teil 6 der Gesetzessammlung Swod sakonow zusammengetragen. Man regelte den „Stand der Ausländer“ (russisch Состояніє иностранцевъ Sostojanіє inostranzew") in §§ 990–1031, wobei die §§ ab 1110 speziell die Einbürgerungsvorschriften enthielten. § 1030 f. waren Sonderregeln für den Kaukasus.
Gegen Ende des langen Kaukasuskriegs, Anfang der 1860er Jahre, bot Russland den unterlegenen muslimischen Stämmen teilweise an ins osmanische Reich umzusiedeln oder als russische Untertanen in die Region Kasan zu ziehen. Als Folge des Russisch-Osmanischen Krieges wurden die osmanischen Provinzen Batumi, Kars und Ardahan russisch, die beiden letztgenannten, in ihren modernen Grenzen etwas abweichenden Provinzen 1921 wieder türkisch. In jener Zeit war es üblich Bewohnern, die unter neue Herrschaft kamen eine Optionsmöglichkeit mit Umsiedlungspflicht innerhalb einer gewissen Frist zu gewähren.
Von 1918 bis 1921 gab es in Georgien mehrere kurzlebige sowohl bourgeoise als auch bolschewistische Regierungen, die teilweise nur Regionen kontrollierten und Wochen oder einige Monate „amtierten.“ Inwieweit sich diese um Staatsangehörigkeitsfragen kümmerten wird hier nicht erörtert. Seit Beitritt Georgiens zur Sowjetunion galten die Vorschriften für Sowjetbürger.

## Seit 1991
Weniger als zwei Monate nach der Volksabstimmung zur Unabhängigkeit am 9. April 1991 entwarf man im Juni unter Präsident Swiad Gamsachurdia ein Staatsangehörigkeitsgesetz, das einen sehr engen Maßstab anlegte hinsichtlich wer Georgier sein dürfte. Die Zahl der ethnischen Russen im Lande sank laut Volkszählungsdaten von 341.172 1989 auf 67671 im Jahre 2014.
Georgische Staatsrechtslehre geht seit 1993 davon aus, dass das heutige Georgien ein neuer Staat und nicht Nachfolger der 1921 untergegangenen Republik ist. Hierin unterscheidet man sich z. B. von der in den baltischen Staaten üblichen Auffassung. In der Verfassung von 1995 regelte Kapitel 2 die Bürgerrechte. Art. 12 bestimmte, dass die Staatsangehörigkeit durch Geburt oder Einbürgerung erworben wird und enthielt ein Verbot der Mehrstaatlichkeit. Die Mitgliedschaft Georgiens in der Gemeinschaft Unabhängiger Staaten von 1993 bis 2008 hatte staatsangehörigkeitsrechtlich keine Bedeutung.
1996 schaffte man die sowjetzeitliche Praxis des Vermerkes eine „Nationalität“ (ethnischen Zugehörigkeit) in Personalausweisen ab.

### Staatsangehörigkeitsgesetz 1993
Das Staatsangehörigkeitsgesetz lehnte sich noch an das der Sowjetunion an. Es enthielt ein vollkommenes Verbot der Doppelstaatlichkeit, aber auch das Auslieferungsverbot und die Unmöglichkeit die Staatsbürgerschaft zu entziehen. Entscheidungen in Staatsbürgerschaften erließ (nominell) der Präsident persönlich, die eigentliche Verwaltungsarbeit fand im Justizministerium statt. Die gesetzliche Bearbeitungsdauer war auf höchstens ein Jahr festgesetzt. Der Gerichtsweg zum obersten Gericht stand offen.
Minderjährige Kinder von 14-17 haben ein Mitspracherecht bei Staatsangehörigkeitswechsel der Eltern. Für jüngere galt der elterliche Wechsel bei Inlandswohnsitz automatisch.
Automatisch Georgier wurde,
- wer bei Inkrafttreten fünf Jahre in seinen Dauerwohnsitz hier gehabt hatte (Stichtag 31. März 1993.) erhielt innert vier Monaten entsprechende Papiere. Diese Personen hatten drei Monate Zeit für eine andere Staatsbürgerschaft zu optieren.[5]
- ab Geburt, wenn beide Eltern Georgier oder im Lande lebende Staatenlose sind
- ab Geburt, wenn nur ein Elternteil Georgier:
  - bei Geburt im Inland
  - bei Geburt im Ausland, nach Absprache der Eltern oder nach Recht des Geburtslandes
- ab Geburt, wenn der Vater Georgier, die Mutter staatenlos ist

Im Ausland lebende oder „Abstammungsgeorgier“ erhielten die Staatsbürgerschaft nicht. Für sie ist auch kein vereinfachtes Verfahren vorgesehen. Jedoch konnten all diejenigen Sowjetbürger, die fünf Jahre in Georgien gewohnt, dieses verlassen hatten und vor dem 25. März 1993 zurückkehrten die Staatsangehörigkeit erhalten.
Von Ausländern adoptierte georgische Kinder behalten ihre Staatsangehörigkeit, bis die Adoptiveltern eine Entlassung beantragten. Für Kinder in Mischehen gab es bei Erreichen der Volljährigkeit eine Optionsmöglichkeit. Gewisse Sonderregeln wurden später eingefügt für Personen, die Georgien nach dem 21. Dezember 1991 verlassen hatten oder die in Georgien lebend nach dem 31. März 1975 geboren, d. h. bei Inkrafttreten noch nicht volljährig waren, und die keine andere Staatsangehörigkeit erworben hatten.
Für Einbürgerungen wurden zehn Jahre Wohnsitz (ab 2009: 5 Jahre), Solvenz und hinreichend Sprachkenntnisse in Georgisch oder Abchasisch gefordert. Nicht eingebürgert werden Personen, gegen die ein Strafverfahren anhängig ist, oder die jemals zu drei Jahren Haft verurteilt worden waren, außer das Urteil wurde aufgehoben („Rehabilitierung“ von Sowjeturteilen kam bei politischen Taten häufiger vor). Beschleunigte Einbürgerung von Ehepartnern war nach drei Jahren möglich.
Als Verlustgründe gelten die international üblichen, wie ungenehmigter Dienst in einer fremden Wehrmacht, Polizei, Geheimdienst usw., Falschangaben bei der Einbürgerung, freiwillige Annahme einer fremden Staatsbürgerschaft, aber auch bei Auslandswohnsitz die Nicht-Anmeldung beim Konsulat innerhalb zwei Jahren (ab 2014: 7 Jahre). Der Verlust erfolgt außer bei der freiwillige Annahme nicht automatisch, sondern erfordert ein vom Staat eingeleitetes Verwaltungsverfahren.
Ein besonderes Problem stellten die „türkischsprachigen Georgier“ (Mescheten მუსლიმი მესხები) dar, die 1944 vor allem nach Kasachstan und Usbekistan umgesiedelt wurden, nach 1956 dort blieben aber schlecht integrierten. Die Zahl der Rückwanderer blieb gering. Seit 2009 ist ihnen die Rückkehr gesetzlich erleichtert. Wird ihre Repatriierung durchgeführt, so haben sie innerhalb zwei Jahren die Wiedereinbürgerung, begründbar durch unrechtmäßigen Verlust, zu beantragen.

### Verfassung
Eine neue Verfassung ist nach der Präsidentenwahl 2013 in Kraft getreten. Das seit 1995 stark präsidiale System wurde abgeschwächt. Dies machte auch Änderung bei den Kompetenzen nötig. Im Art. 12 bleibt das Recht der präsidialen Verleihung in Ausnahmefällen weiterhin festgeschrieben.

### Staatsangehörigkeitsgesetz 2014
Verwaltungsmäßig zuständig ist die örtliche Verwaltungsbehörde (იუსტიციის სახლი, iust'itsiis sakhli auf Englisch üblicherweise: Public Service Hall), eine Art Bürgerbüro cum Grundbuch- und Standesamt usw. Dazu gibt es seit Oktober 2013 auf Regierungsebene noch eine zentrale Kommission für Staatsangehörigkeitsfragen.
Gemäß dem Staatsangehörigkeitsgesetz 2014 erwirbt man die Staatsbürgerschaft ab Geburt:
- wenn ein Elternteil georgischer Bürger ist, oder
- ein in Georgien durch Leihmutterschaft ausgetragenes und geborenes Kind nicht die Staatsangehörigkeit eines der Eltern erhält, oder
- in Georgien geborene Kinder von im Lande wohnenden Staatenlosen, sowie
- Findelkinder (ggf. bis eine andere Staatsangehörigkeit aufgeklärt werden kann)

Durch Verleihung georgischer Bürger wird man
- im normalen Einbürgerungsverfahren
- im vereinfachten Einbürgerungsverfahren
- durch Wiederherstellung
- ausnahmsweise durch den Präsidenten

Das Recht des Präsidenten Ausführungsbestimmungen zu erlassen wurde 2018 an die Kommission delegiert.
Einbürgerungsverfahren
Nominell erfolgt die Einbürgerung weiterhin durch den Präsidenten. Bis zur Gesetzesänderung zum 1. Juli 2018 war es möglich solche Entscheidungen zur Staatsangehörigkeit wie bei jedem Verwaltungsverfahren vor Gericht anzufechten. Dies wurde abgeschafft, präsidiale Entscheidungen sind nun endgültig.
Vorbedingungen für eine normale Einbürgerung sind,
- Kenntnis der Landessprache sowie zur Geschichte und Verfassung
- Ausreichendes Einkommen, sei es aus Arbeit, Geschäftsbeteiligung oder Grundbesitz[13]
- Fünf Jahre legaler Aufenthalt (2018-23: 10 Jahre), davon die letzten fünf im Besitz einer Daueraufenthaltserlaubnis,[14]

Für Behinderte kann, abgesehen von der Wartezeit, auf die anderen Bedingungen verzichtet werden.
Adoptiert ein Georgier ein ausländisches minderjähriges Kind, ist für dieses trotzdem ein Einbürgerungsverfahren durchzuführen.
Bei anerkannten Flüchtlingen kann von der Einkommensbedingung abgesehen werden.
Antragsteller werden sicherheitsüberprüft. Ein laufendes Strafverfahren ist Versagungsgrund. Vorbildlich ist die gesetzliche Bestimmung, dass über einen Antrag innerhalb von drei Monaten entschieden werden muss. Wurde ein Einbürgerungsantrag abgelehnt, so ist frühestens nach einem Jahr (bis 2018: 6 Monate) ein neuer Antrag möglich.
Vereinfacht eingebürgert werden Ehepartner von Georgiern. Hier ist die Wartezeit fünf Jahre (bis 2018: 2 Jahre) Ehe. Sprach- und Sozialkundekenntnisse sind nachzuweisen.
Der Präsident hat das Recht ausnahmsweise die Staatsangehörigkeit zu verleihen, wenn sich eine Person um Georgien in herausragender Weise verdient gemacht hat oder es dem Staate in besonderem Maße dient. Mit ersterem meint man vor allem Sportler und Künstler.
Seit 2018 wurde dieser Punkt erweitert um Personen georgischer Abstammung, solche, die aus den besetzten Gebieten vertrieben wurden oder in der Vergangenheit wegen politischer Verfolgung emigrierten. Diese Neubürger müssen Sprach- und Sozialkundekenntnisse nachweisen. Die Anträge werden seit 2018 nicht mehr direkt an den Präsidenten gerichtet, sondern die örtlich zuständige Behörde.
In diese Kategorie fallen auch die unten beschriebenen Investoreneinbürgerungen (= Staatsbürgerschaftskauf).
Feststellungsverfahren
amtlicherseits geprüft wird ob georgische Staatsbürgerschaft vorliegt, wenn:
- ein georgisches Ausweisdokument (zum ersten Mal) ausgestellt wird
- ein Wohnsitz angemeldet wird
- eine Geburt standesamtlich eingetragen wird
- auf Antrag

Geburtsurkunde, georgische Personalausweise oder Reisepässe bzw. ähnliche Dokumente aus der Sowjetzeit sind Nachweisinstrumente.
Mehrstaatlichkeit
Doppelte Staatsangehörigkeit für Georgier ab Geburt war bis zur Verfassungsänderung im Oktober 2017 nicht vorgesehen. Die Annahme einer fremden Staatsbürgerschaft war und ist ein Verlustgrund.
Nun ist es möglich auf Antrag eine Beibeihaltungsgenehmigung zu erhalten. Erteilt wird sie aber nur wenn es keine Sicherheitsbedenken gibt und eine ausreichend starke Bindung zu Georgien weiterbesteht.
Wer eine Einbürgerung oder Wiederherstellung georgischer Staatsangehörigkeit bei gleichzeitiger Beibehaltung der zweiten beantragt, muss zwei Charakterreferenzen von Georgiern beibringen und einen Treueeid unterzeichnen.
Schon die Verfassung 1995 schloss Doppelstaatler von den höchsten Staatsämtern aus.
Wiederherstellung
Eine vormals bestehende georgische Staatsbürgerschaft kann wieder hergestellt werden, wenn sie der Betroffene aus einem der folgenden Gründe verloren hatte:
- der Verlust oder Entzug war gesetzwidrig
- es war eine Verzichtserklärung abgegeben worden. Diese Möglichkeit ist im Gesetz bis (zunächst) Jahresende 2022 befristet.
- eine Erklärung der Eltern hatte diesen Effekt für ein minderjähriges Kind

### Staatsbürgerschaftskauf
Wer einmalig € 300.000 an das georgische Finanzamt „spendet,“ erhält die Staatsangehörigkeit normalerweise innerhalb eines Monats. Leumund und Herkunft der Mittel wird überprüft. Mit eingeschlossen sind Ehepartner und eigene Kinder bis 26.

## Abchasien und Südossetien

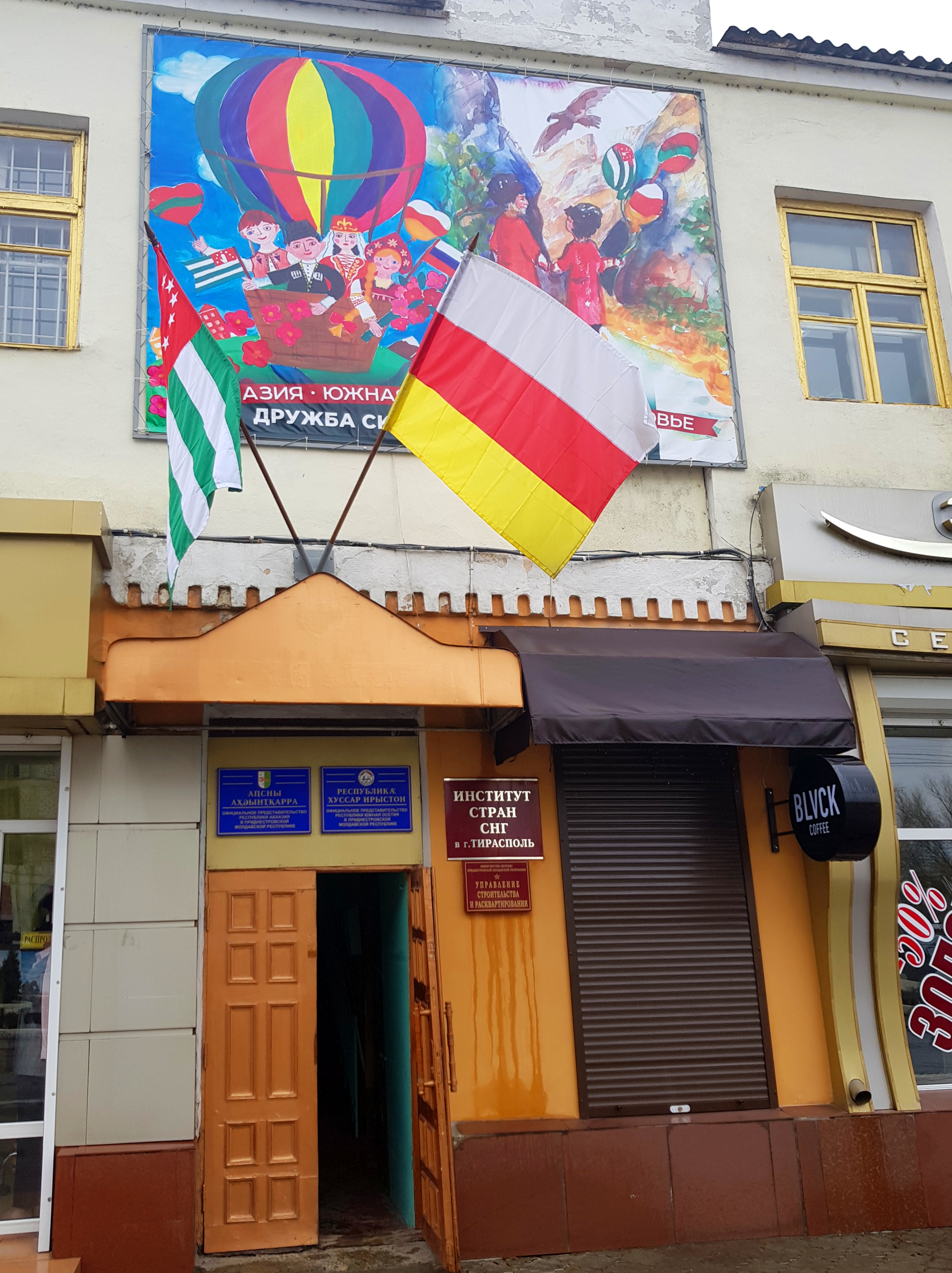
Die „Botschaften“ von Abchasien und Südossetien in der „Hauptstadt“ Tiraspol des ebenfalls international nicht anerkannten „Pridnestrowischen Moldauischen Republik“

Abchasien (auf dem Gebiet der Autonomen Republik Abchasien) und Südossetien (hauptsächlich in Innerkartlien) nehmen seit 2008 für sich in Anspruch, unabhängige Staaten zu sein, was international jedoch kaum anerkannt wird. Schon 1992–94 begannen ethnische Säuberungen gegen Georgier. Die Bewohner erhalten seit 2002 auch russische Pässe. Bereits 2005 erließ die abchasische Regierung ein Staatsbürgerschaftsgesetz mit Doppelstaatlerverbot für Georgien (für Nicht-Abchasen) aber nicht für Russland zu erlassen. Vom Erwerb ausdrücklich ausgeschlossen sind auch all diejenigen, die gegen die abchasische Regierung gekämpft haben (sei es im Georgisch-Abchasischen Krieg 1992/93 oder im Kaukasuskrieg 2008).
Die analoge Vorschrift in Südossetien gestattet Doppelstaatlichkeit. Ein Abkommen vom 20. September 2021 zwischen Russland und der südossetischen Regierung erlaubt den Erwerb der jeweils anderen Staatsangehörigkeit auf Gegenseitigkeit für Volljährige, die seit 2008 Bürger waren, wobei diese im jeweils anderen Land volle soziale und Bürgerrechte haben.
Seit 2008 im Kaukasuskrieg der Versuch Südossetien wieder unter Kontrolle zu bringen scheiterte, stehen beide abtrünnigen Provinzen de facto vollkommen unter russischem Einfluss. Zwei Drittel der Bevölkerung, die meisten ethnischen Georgier, wurden seit den 1990er Jahren gewaltsam aus Abchasien vertrieben. Den wenigen Heimkehrern seit 2008 wird aufgegeben, ihre georgische Staatsbürgerschaft abzulegen, allerdings werden ihnen ihre georgischen Papiere belassen.

## Statistik
1993–96 machten 13.610 Einwohner von der Möglichkeit Gebrauch, den ex lege-Erwerb der georgischen Staatsbürgerschaft auszuschlagen. Die meisten verließen das Land. In den folgenden acht Jahren schwankte die Zahl derjenigen, die die Staatsbürgerschaft aufgaben um 1000 jährlich. Diese Zahl sank nach der Wahl 2004, der rapider wirtschaftlicher Aufschwung folgte, signifikant auf ø 400 jährlich.
Ähnlich verhielt es sich bei den Einbürgerungen (ohne Rückkehrer). Von 1995 bis 2004 schwankte sie zwischen 19 und 81 pro Jahr. Zwischen 2005 und 2011 waren es dann 72–175, um 2012 mit 255 einen Höhepunkt zu erreichen. Die Zahl der Wiederherstellungen war mit 208 für den Zeitraum 1995-2011 gering. In 25.200 Fällen wurde 2005–10 festgestellt, dass ein Anspruch aus Staatsbürgerschaft besteht. Von 2004 bis 2012 erhielten rund 36.000 Personen das Recht auf doppelte Staatsbürgerschaft.
Bereits vor dem Beitritt zur Staatenlosenkonvention (in Kraft März 2012) hat man durch vereinfachte Verfahren die Zahl stark verringert. Ende 2011 gab es noch etwa 1600 Betroffene und 4000 potentiell Staatenlose. 2014 wohnten nur 379 Staatenlose im Land, von diesen wiederum waren 172 in Georgien geboren.
Unter den im Lande dauerhaft lebenden Ausländern stammen über drei Viertel aus GUS-Staaten. Von diesen waren wiederum 47 % schon in Georgien geboren. Von den zusammen 70.508 Aufenthaltserlaubnissen 2012–16 erteilte man 7358 zur Familienzusammenführung, 8352 an ehemalige Georgier und 9371 Daueraufenthaltserlaubnisse, diese ebenfalls vielfach für Familienmitglieder. Zusammen dürften also 35–40 % der Zuwanderer Anspruch auf Staatsangehörigkeit oder beschleunigte Einbürgerung gehabt haben. 2012–16 wurden 8900 Einbürgerungsanträge abgelehnt und 31.590 angenommen, hiervon waren jedoch 96 % Erlaubnisse der Doppelstaatlichkeit (60 % für ethnische Georgier mit russischem Pass), also nur knapp 1400 „echte“ Einbürgerungen.
Die Anerkennungsquote bei Flüchtlingen ist mit 65–86 % (2012–16) bemerkenswert hoch. Etwa 400 Asylanten werden jährlich anerkannt, dazu ist man mit subsidiärem Schutz seit 2007 ebenfalls großzügig. 2015/6 wurden 27 anerkannte Flüchtlinge eingebürgert. Fast alle waren Opfer der Tschetschenienkriege.
In den Jahren 2018 bis Juli 2022, nach Verlängerung der Anwartzeiten, wurden 13644 Anträge bewilligt und 7368 abgelehnt. Dies führte zu 13575 Verleihungen der Staatsbürgerschaft, da der Präsident 76 positive Bescheide ablehnte. Davon waren 5111 Wiederherstellungen, die nach Aufhebung des Doppelstaatlerverbots häufiger möglich wurden sowie 8383 vereinfachte Einbürgerungen. Die gewöhnliche Einbürgerung (nach 10 Jahren) erfolgte nur in 38 Fällen, die vereinfachte in 29, dazu kamen 15 von „verdienten Persönlichkeiten,“ die unter die Kategorie der „ausnahmsweisen“ Verleihungen fielen. Die meisten der 8464 echten Neubürger, nämlich 72 % waren vorher Russen, gefolgt von Ukrainern und Armeniern.